# Josef Kuld
Josef Kuld (* 13. Februar 1870 in Jöhlingen; † 19. Juni 1938 in Mannheim) war ein deutscher Architekt.

## Leben
Kuld absolvierte eine Lehre als Zimmerer und studierte anschließend in Karlsruhe Architektur. 1895 wurde er Gehilfe beim erzbischöflichen Bauamt Heidelberg des Erzbistums Freiburg. Ab 1898 war er für die Kirchenbauten in Mannheim zuständig. 1909 eröffnete er ein eigenes Architekturbüro in Mannheim, arbeitete aber weiterhin mit dem erzbischöflichen Bauamt zusammen und war auch im Bistum Speyer tätig.
Kuld war verheiratet mit Anna geb. Hesse (1880–1954). Sein Grab auf dem Mannheimer Hauptfriedhof besteht aus einer schwarzen Granit-Ädikula in dorischen Formen. Im Postament unterhalb sind Alpha und Omega eingraviert. Im Giebel sitzt ein Kreuzrelief.

## Bauten
- 1898–1903: Bauleitung beim Bau der Heilig-Geist-Kirche in Mannheim-Oststadt (nach Entwurf von Ludwig Maier; unter Denkmalschutz)
- 1899: Heckerstift in Mannheim-Oststadt
- 1901–1904: Bauleitung beim Bau der Herz-Jesu-Kirche in Mannheim-Neckarstadt-West (nach Entwurf von Ludwig Maier; unter Denkmalschutz)
- 1904–1907: Bauleitung beim Bau der Kirche St. Josef in Mannheim-Lindenhof (nach Entwurf von Ludwig Maier; unter Denkmalschutz)
- 1907: Renovierung der Jesuitenkirche in Mannheim-Innenstadt
- 1913: Wohn- und Geschäftshaus Klingenfuß in Karlsruhe, Poststraße 8 in der Südweststadt (unter Denkmalschutz)
- 1923: Kirche St. Martin in Ludwigshafen-Oppau (gemeinsam mit Albert Boßlet; nicht erhalten)[2]
- 1929: Theresienkrankenhaus mit Kapelle in Mannheim-Oststadt
- 1932: Kirche St. Wendelin und Hubertus in (Elmstein-)Speyerbrunn (Pfalz) (unter Denkmalschutz)

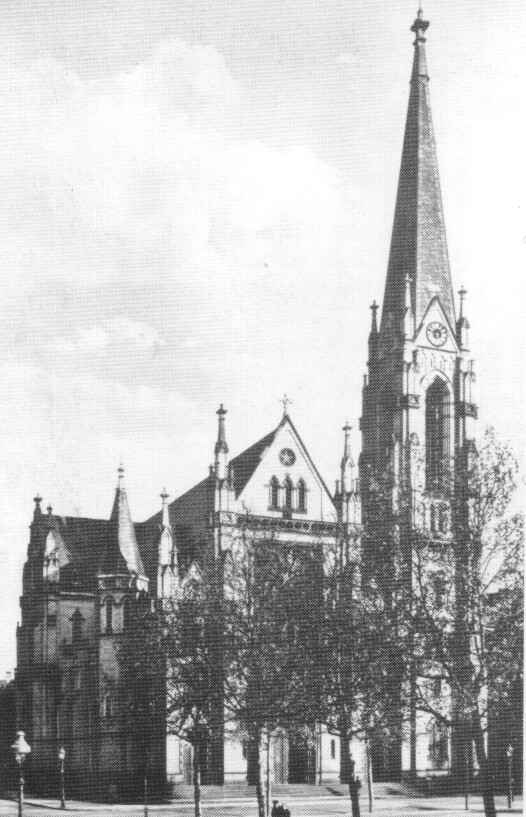
Heilig-Geist-Kirche in Mannheim
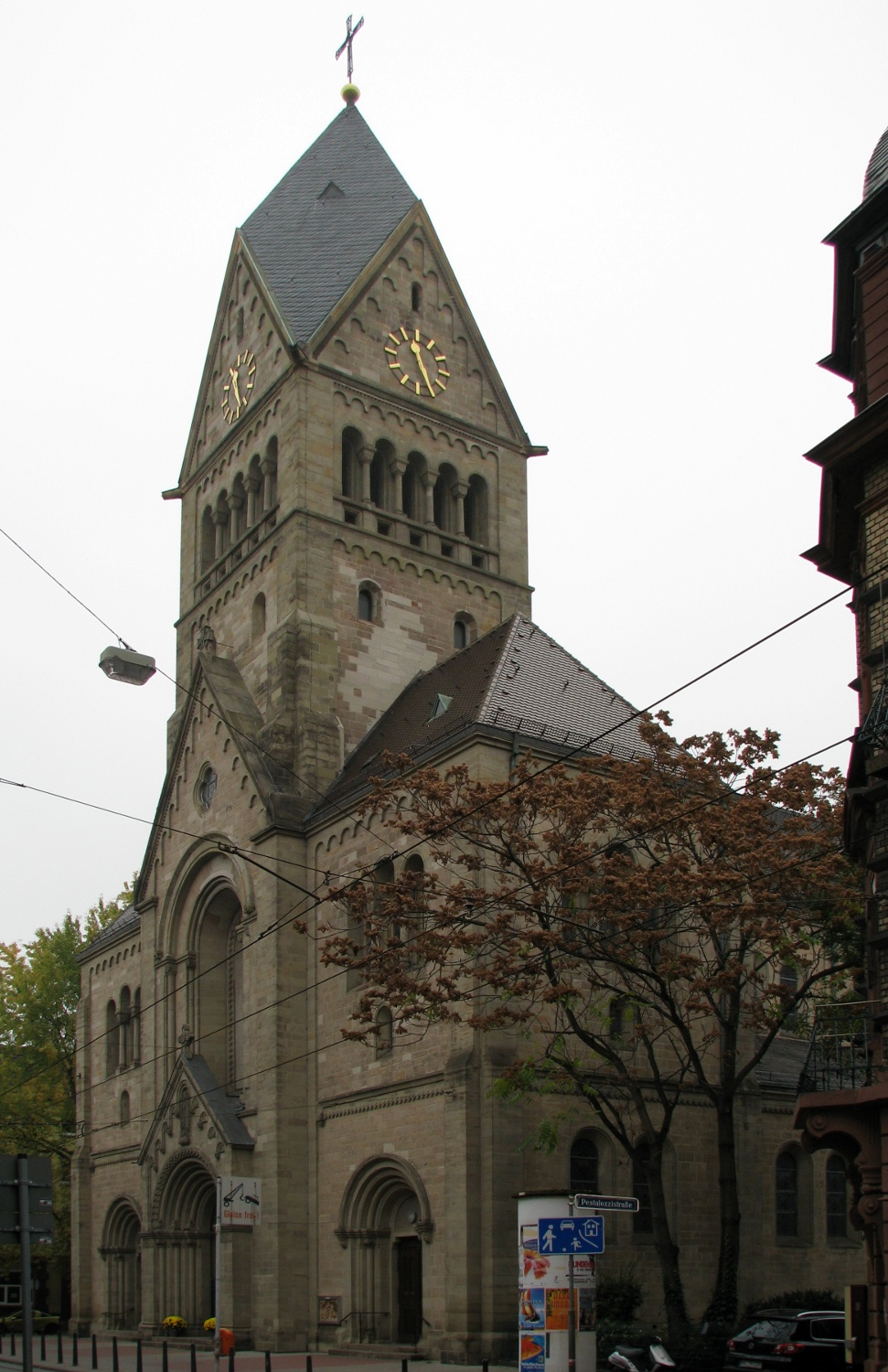
Herz-Jesu-Kirche in Mannheim
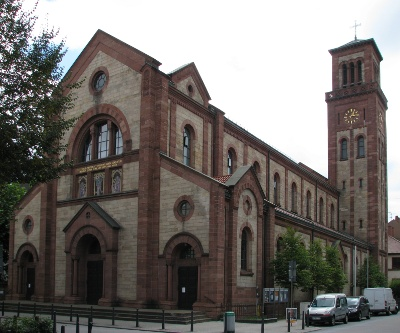
St. Josef in Mannheim
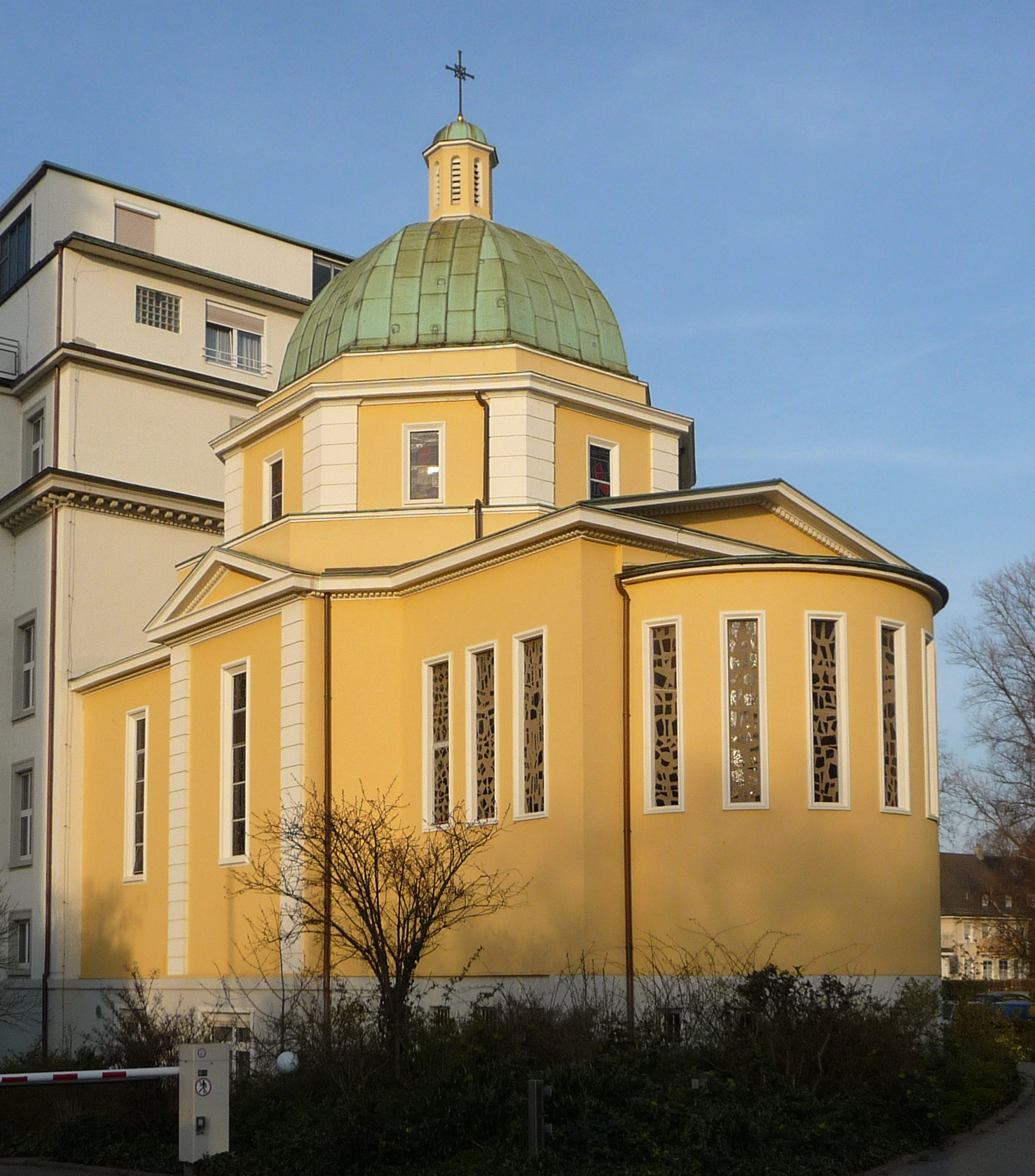
Kapelle des Theresienkrankenhauses in Mannheim
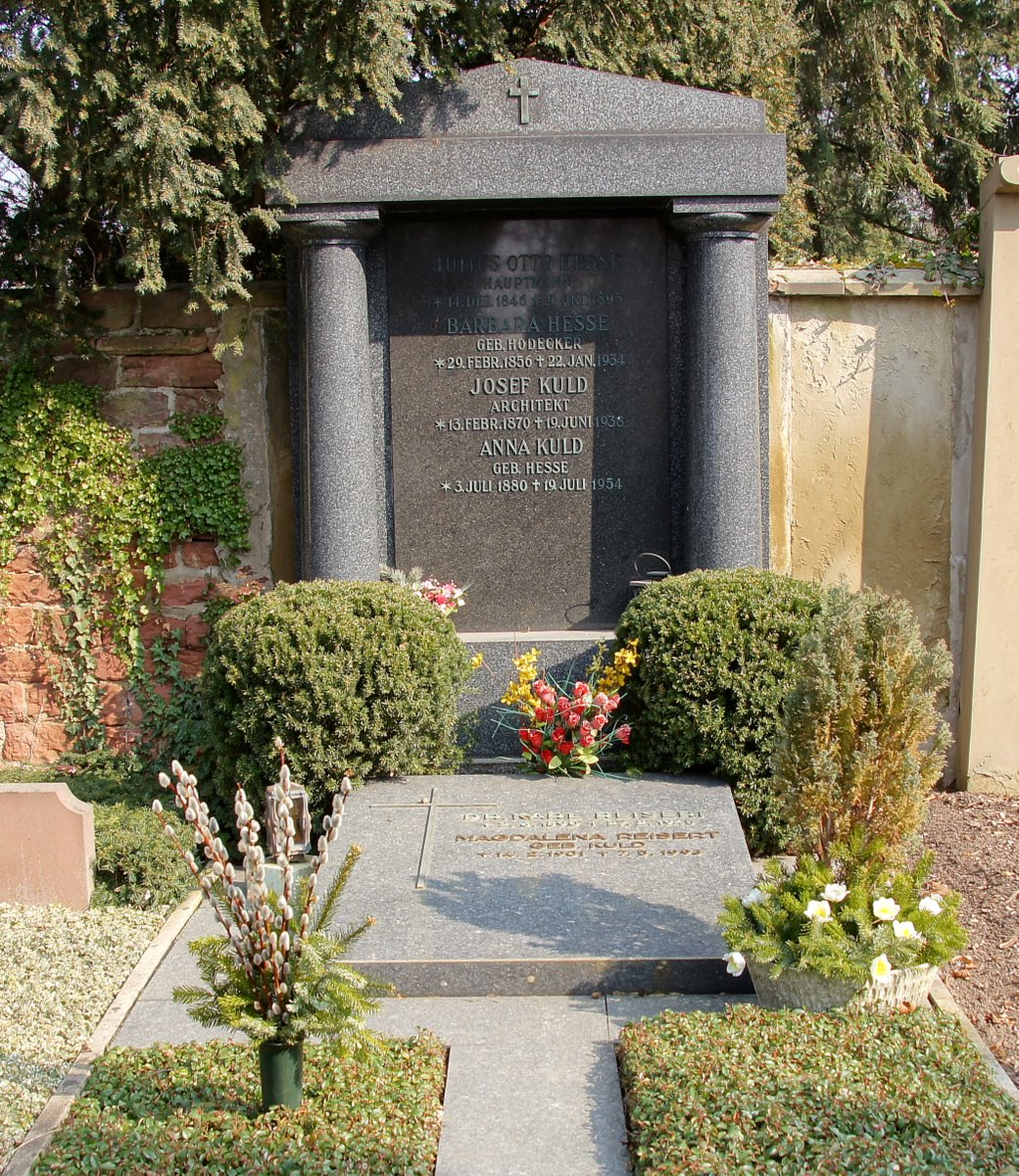
Kulds Grab in Mannheim